# Ehretia anacua
Ehretia anacua är en strävbladig växtart som först beskrevs av Teran och Berl., och fick sitt nu gällande namn av Ivan Murray Johnston. Ehretia anacua ingår i släktet Ehretia och familjen strävbladiga växter. Inga underarter finns listade i Catalogue of Life.